# Sinolinyphia
Sinolinyphia henanensis es una especie de araña araneomorfa de la familia Linyphiidae. Es el único miembro del género monotípico Sinolinyphia.

## Distribución
Se encuentra en China.  